# Ayzac-Ost
Ayzac-Ost är en kommun i departementet Hautes-Pyrénées i regionen Occitanien i sydvästra Frankrike. Kommunen ligger i kantonen Argelès-Gazost som tillhör arrondissementet Argelès-Gazost. År 2022 hade Ayzac-Ost 463 invånare.

## Befolkningsutveckling
Antalet invånare i kommunen Ayzac-Ost
| Referens: INSEE |